# Château-Guibert
Château-Guibert ist eine französische Gemeinde mit 1.550 Einwohnern (Stand 1. Januar 2022) im Département Vendée in der Region Pays de la Loire; sie gehört zum Arrondissement Fontenay-le-Comte und zum Kanton Mareuil-sur-Lay-Dissais. Die Einwohner werden Castelguibertins genannt.

## Geographie
Château-Guibert liegt etwa 17 Kilometer südöstlich von La Roche-sur-Yon am Lac du Marillet, dem aufgestauten See des gleichnamigen Nebenflusses des Lay. Umgeben wird Château-Guibert von den Nachbargemeinden Thorigny im Norden, Les Pineaux im Osten und Nordosten, Moutiers-sur-le-Lay im Osten und Südosten, Mareuil-sur-Lay-Dissais im Süden, Rosnay im Südwesten, Le Tablier im Westen sowie Saint-Florent-des-Bois im Nordwesten.

## Bevölkerungsentwicklung
| Jahr                       | 1962 | 1968 | 1975 | 1982 | 1990 | 1999 | 2006 | 2017 |
| Einwohner                  | 1059 | 1020 | 941  | 1074 | 1066 | 1107 | 1352 | 1521 |
| Quellen: Cassini und INSEE |      |      |      |      |      |      |      |      |

## Sehenswürdigkeiten

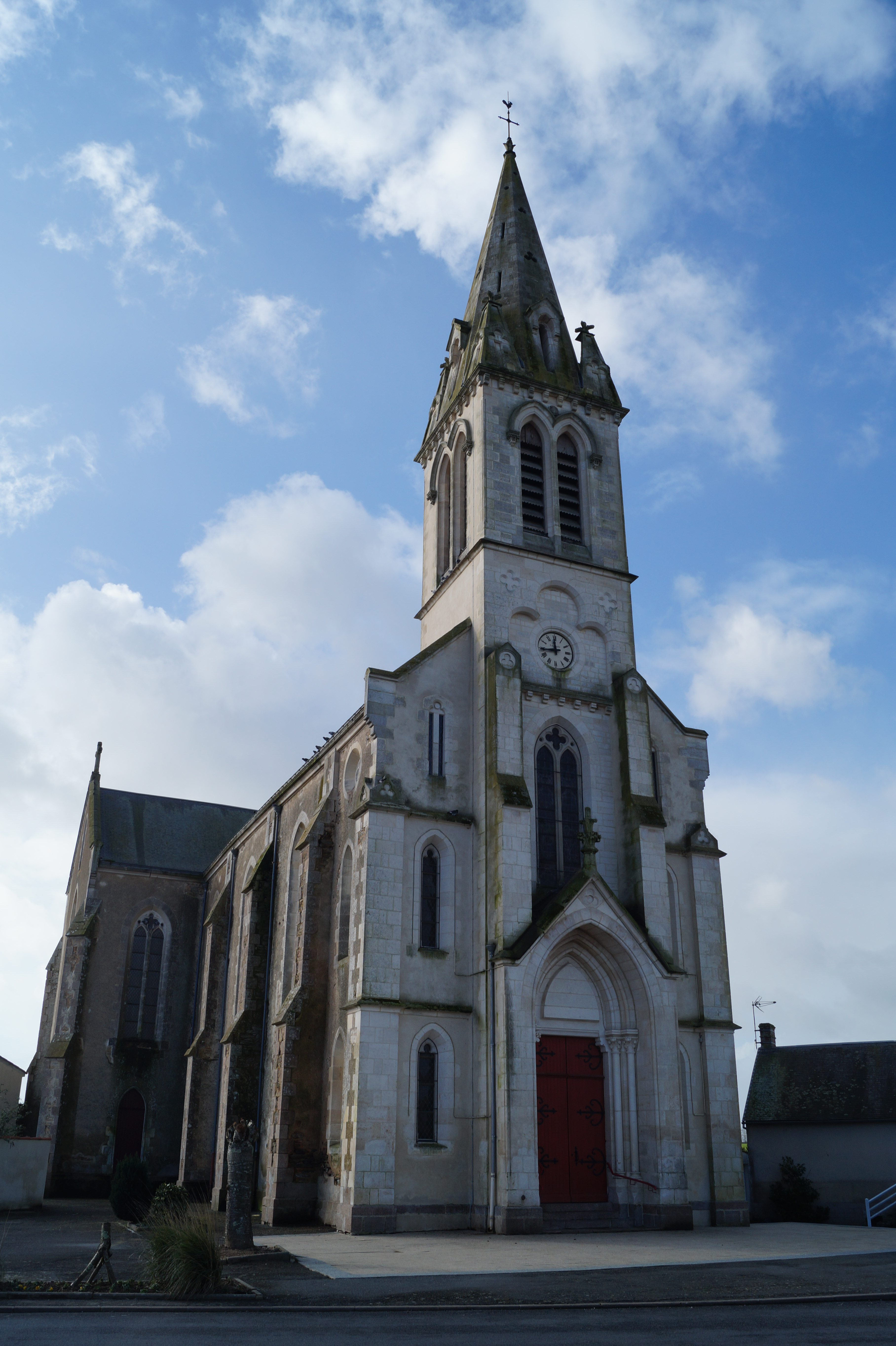
Kirche Notre-Dame-de-la-Nativité

- Kirche Notre-Dame-de-la-Nativité von 1894
- Kirche von Corbaon aus dem 12./13. Jahrhundert
- Schloss La Serrie aus dem 18. Jahrhundert
- Gutshof La Barilleraie aus dem 17./18. Jahrhundert